# Ататлаука-сан-мигельский миштекский язык
Ататлаука-сан-мигельский миштекский язык (Atatláhuca-San Miguel Mixtec) — разнообразные диалекты миштекского языка, распространённые в штатах Герреро и Оахака в Мексике.

## Диалекты
- Акатлауканский диалект (Atatláhuca Mixtec, Mixteco de San Esteban Atatláhuca, South Central Tlaxiaco Mixtec) распространён в городах Сан-Эстебан-Ататлаука и Санта-Катарина-Йосоноту западной и центральной частей штата Оахака. Письмо на латинской основе.
- Итундухиянский диалект (Eastern Putla Mixtec, Itundujia Mixtec, Mixteco de Santa Cruz Itundujia) распространён в округе Путла, юго-западнее города Йосондуа и юго-восточнее города Путла, большинство в деревнях Герреро и Морелос, штата Оахака. Диалект бесписьменный.
- Йосондуанский диалект (Yosondúa Mixtec, Mixteco de Santiago Yosondúa, Southern Tlaxiaco Mixtec) распространён на территории штата Оахака. Письмо на латинской основе.
- Сан-мигель-эль-грандский диалект (Mixteco de San Pedro Molinos, Mixteco del sur bajo, San Miguel el Grande Mixtec) распространён в городе Чалькатонго на западе и в центре штата Оахака. Письмо на латинской основе.
- Сан-хуан-тейтанский диалект (Mixteco de San Juan Teita, San Juan Teita Mixtec, Teita Mixtec) распространён в городе Сан-Хуан-Тейта, юго-восточнее города Тлахиако, округа Тлахиако штата Оахака. Письмо на латинской основе.
- Санта-люсия-монтевердский диалект (Mixteco de Santa Lucía Monteverde, Mixteco de Yosonotú, Santa Lucía Monteverde Mixtec) распространён в западной и центральной частях штата Оахака, северо-восточнее округа Путла, в основном в городах Агуа-дель-Торо и Окотлан. Письмо на латинской основе.
- Синикауанский диалект (Mixteco de San Antonio Sinicahua, Sinicahua Mixtec) распространён в городах Сан-Антонио-Синикауа и Синиюку муниципалитета Синикауа округа Тлахиако штата Оахака. Письмо на латинской основе.
- Тихальтепекский диалект (Mixteco de San Pablo Tijaltepec, Mixteco de Santa María Yosoyúa, Tijaltepec Mixtec) распространён в городах Сан-Пабло-Тихальтепек и Санта-Мария-Йосоюа на юго-востоке округа Тлахиако штата Оахака. Письмо на латинской основе.

## Письменность
- Алфавит санта-люсия-монтевердского диалекта: A a, Ch ch, D d, E e, I i, Ɨ ɨ, J j, K k, Ku ku, L l, M m, N n, Nd nd, Ñ ñ, O o, P p, R r, S s, T t, U u, V v, X x, Y y, '[1].
- Алфавит синикауанского диалекта: A a, Ch ch, D d, E e, I i, J j, K k, L l, M m, N n, Nd nd, Ñ ñ, O o, P p, R r, S s, T t, Tn tn, U u, V v, X x, Y y, '[2].